# Енріке Корралес
Енріке Корралес (ісп. Enrique Corrales, нар. 1 березня 1982, Севілья) — іспанський футболіст, що грав на позиції лівого захисника, зокрема за юнацькі збірні Іспанії.

## Клубна кар'єра
Народився 1 березня 1982 року в Севільї. Вихованець футбольної школи клубу «Реал Мадрид». У дорослому футболі дебютував 2000 року виступами за команду дублерів «Реал Мадрид Кастілья», в якій протягом чотирьох сезонів взяв участь у понад 100 матчах третього дивізіону іспанського чемпіонату.
Не пробившись до головної команди «вершкових», влітку 2004 року залишив систему «Реала» і приєднався за 750 тисяч євро до вищолігової «Осасуни». У команді з Памплони був здебільшого основним лівим захисником. По ходу сезону 2007/08 почав програвати конкуренцію за місце в «основі» і по його завершенні перейшов до іншого представника Ла-Ліги, «Мальорки». У новій команді починав також як гравець стартового складу, утім вже у 2009 році став, здебільшого, гравцем резерву. Наступні два сезони за основну команду грав рідко, залишаючись, як правило, поза заявкою клубу на матчі чемпіонату.
Згодом у 2011—2013 роках грав у Сегунді за «Лас-Пальмас», після чого відіграв сезон у третьому дивізіоні за «Уеску».
Протягом 2014—2015 років провів декілька ігор, які стали останніми у його професійній кар'єрі, за болівійський «Спорт Бойз».

## Виступи за збірні
1998 року дебютував у складі юнацької збірної Іспанії (U-16), загалом на юнацькому рівні за команди різних вікових категорій взяв участь у 15 іграх.

## Досягнення
- Чемпіон Європи (U-16): 1999